# Děvčata, nedejte se!
Děvčata, nedejte se! je česká filmová komedie režiséra Huga Hasse a Jana Alfréda Holmana z roku 1937.

## Tvůrci
- Luxor Film - ing. Emil Lustig
- režie: Hugo Haas, Jan Alfréd Holman
- Hudba: Julius Kalaš
- Kamera: Otto Heller
- Stavby: arch. Štěpán Kopecký
- Zvuk: František Šindelář
- Střih: Antonín Zelenka
- Asistent režie: V. Dražil
- Orchestr: Symfonický orchestr hlavního města Prahy FOK
- Šef produkce: ing. Pavel Podolier
- Vyrobeno v atelierech: AB Barrandov Studio
- Zvukový záznam: Tobis-Klangfilm
- Titulky a trik: AFiT Praha
- Výroba a světový monopol: Luxor-Film Praha
- Pro Č.S.R. zadává: Slavia Film A.J. Praha
- Osoby:
  - Profesor Pokorný - Hugo Haas
  - Dítě - Malá Jana
  - Vlasta - Adina Mandlová
  - Lidka - Erna Ženíšková
  - Klotilda - Světla Svozilová
  - Ředitelka - L. Dostálová
  - Jiřina - J. Steimarová
  - Jiří - Lad. Boháč
  - Karel - Jiří Dohnal
  - Farář - Karel Jičinský
  - Roubal - Jan Pivec
  - Roubalův strýc - Rudolf Deyl
  - Paní Straková - Milka Balek-Brodská
  - Podomek - St. Neumann
  - Obuvník - Frant. Roland
  - Jeho dcera - Milada Horutová
  - Zápasník - Vl. Majer
- Chovanky pensionátu hrají: J. Ženíšková, Hollwellová, Svirtová, Velíšková, Grossová, Šetková, Langová, Vávrová a jiné.